# Paràbola dels vinyaters homicides
Els vinyaters homicides és una paràbola de Jesucrist retranscrita als Evangelis de Mateu, Marc i Lluc, i a l'Evangeli apòcrif de Tomàs. Incita a recollir els fruits, és a dir a ser fidel i obeir les ordres crístiques. Amenaça el càstig diví per qualsevol que rebutgi Jesús.

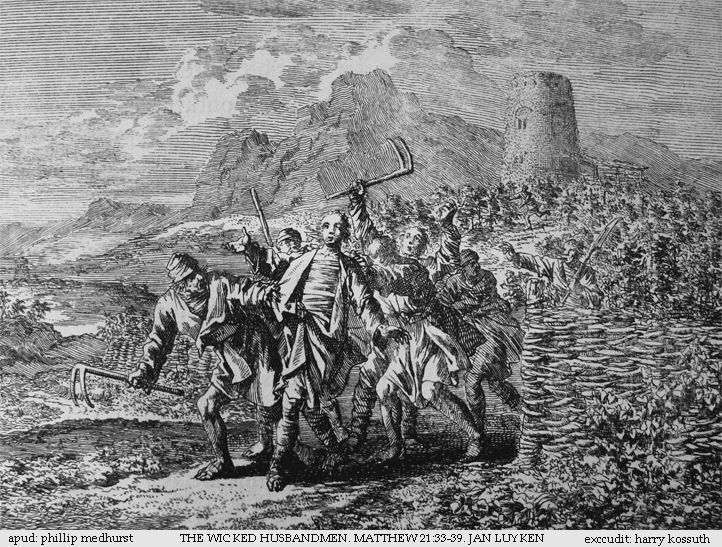
Els vinyaters infidels de la Bíblia Bowyer, segle XIX.

## Les diferents versions de la paràbola dels vinyaters homicides
MATEU:
33 »Escolteu una altra paràbola: Hi havia un propietari que va plantar una vinya, la va envoltar d'una tanca, hi va excavar un cup i va construir-hi una torre de guàrdia. Després la va arrendar a uns vinyaters i se'n va anar lluny. 34 Quan s'acostava el temps de la verema, envià els seus servents als vinyaters per rebre'n els fruits que li corresponien; 35 però els vinyaters van agafar els servents, i a l'un el van apallissar, a l'altre el van matar, i a l'altre van apedregar-lo. 36 Novament els envià altres servents, més nombrosos que els primers, però els van tractar igual. 37 Finalment els envià el seu fill, tot dient-se: "Al meu fill, el respectaran." 38 Però els vinyaters, en veure el fill, es digueren entre ells: "Aquest és l'hereu: vinga, matem-lo i quedem-nos la seva heretat!" 39 L'agafaren, el van treure fora de la vinya i el van matar.
40 »Quan vingui l'amo de la vinya, què farà amb aquells vinyaters?
41 Li responen:
--Farà morir de mala manera aquells mals homes i arrendarà la vinya a uns altres vinyaters que li donin els fruits al seu temps.
42 Jesús els diu:
--¿No heu llegit mai allò que diu l'Escriptura: La pedra rebutjada pels constructors, ara és la pedra principal. És el Senyor qui ho ha fet, i els nostres ulls se'n meravellen?
43 »Per això us dic que el Regne de Déu us serà pres i serà donat a un poble que el faci fructificar. 44 Tothom qui caigui sobre aquella pedra quedarà trossejat, i aquell sobre qui la pedra caigui quedarà fet miques.
45 Quan els grans sacerdots i els fariseus sentiren les seves paràboles, van comprendre que es referia a ells, 46 i volien agafar-lo, però van tenir por de la gent, que el considerava un profeta.
MARC:
1 Jesús es posà a parlar-los en paràboles:
--Un home va plantar una vinya, la va envoltar d'una tanca, hi va excavar un cup i va construir-hi una torre de guàrdia. Després la va arrendar a uns vinyaters i se'n va anar lluny. 2 Quan va ser el temps, envià un servent als vinyaters per rebre'n la part que li corresponia dels fruits de la vinya; 3 però ells el van agafar, el van apallissar i el van despatxar amb les mans buides. 4 Novament els envià un altre servent; a aquest li van obrir el cap i el van ultratjar. 5 Els en va enviar encara un altre, i el van matar; i així feren amb molts altres: a uns els apallissaven, a d'altres els mataven. 6 Tenia encara el seu fill estimat, i els l'envià en darrer lloc, tot dient-se: "Al meu fill, el respectaran." 7 Però aquells vinyaters es digueren entre ells: "Aquest és l'hereu: vinga, matem-lo i l'heretat serà nostra!" 8 L'agafaren, doncs, el van matar i el van llençar fora de la vinya.
9 »Què farà l'amo de la vinya? Vindrà, farà morir aquells vinyaters i donarà la vinya a uns altres.
LLUC:
9 I es posà a explicar al poble aquesta paràbola:
--Un home va plantar una vinya, la va arrendar a uns vinyaters i se'n va anar lluny per una llarga temporada. 10 Quan va ser el temps, envià un servent als vinyaters perquè li donessin la part que li corresponia del fruit de la vinya; però els vinyaters el van apallissar i el van despatxar amb les mans buides. 11 L'amo els envià encara un altre servent, però a aquest també el van apallissar i ultratjar i el van despatxar amb les mans buides. 12 Els en va enviar encara un tercer, i també a aquest se'l van treure de sobre després de malferir-lo. 13 Llavors l'amo de la vinya es va dir: "Què faré ara? Els enviaré el meu fill, el meu estimat: de segur que a ell el respectaran!" 14 Però quan els vinyaters el van veure, es digueren entre ells: "Aquest és l'hereu: matem-lo i l'heretat serà nostra!" 15 El van treure fora de la vinya i el van matar.
»Què els farà l'amo de la vinya? 16 Vindrà, farà morir aquests vinyaters i donarà la vinya a uns altres.
Els qui escoltaven van exclamar:
--Això mai!
TOMAS:
Logion 65 
Ha dit : Un home, un [usurer], tenia una vinya, que va donar a vinyaters perquè la treballessin i que en recollissin el fruit de les seves mans. Va enviar el seu servent perquè els vinyaters li donessin el fruit de la vinya. Van agafar el seu servent i el van copejar, poc va faltar que no el matessin. El servent va marxar i (ho) va dir al seu amo. El seu amo digué: Potser no l'ha conegut. Va enviar un altre servent; els vinyaters van copejar l'altre també. Llavors l'amo va enviar el seu fill. Va dir : Potser respectaran el meu fill? Aquests vinyaters, quan van saber que era l'hereu de la vinya, es van apoderar d'ell i el van matar. Qui té orelles, que senti!
Logion 66 Jesús va dir: Mostreu-me la pedra que es rebutjada pels constructors, és la pedra d'angle. (Evangeli de Tomàs, logia 65 i 66)

## Interpretacions
A la seva homilia LXVIII sobre sant Mateu, Joan Crisòstom diu que els servents enviats són els profetes i el fill del vinyater, el Crist. Déu demana als humans de portar fruits com la vinya d'aquesta paràbola; està relacionada amb la paràbola del cep veritable. La pedra d'angle és també Jesucrist.
En l'àngelus del diumenge 2 d'octubre de 2011, el papa Benet XVI comenta que la vinya, el poble de Déu, ha de treballar per al bé i que els creients han de quedar fidels a Crist per tal de portar el fruit desitjat, el fruit de la compassió.
En el seu comentari d'aquesta paràbola, l'exegeta Daniel Marguerat i Emmanuelle Steffelk indiquen que l'homicidi del fill ben estimat és una « al·legoria de la Passió » de Crist. Afegeixen en el cas del rebuig de la pedra angular (Lluc, 20, 15-19) que « la pedra rebutjada [Jesús] esdevé pedra perillosa », pedra d'aixafament. Es comprèn que « l'actitud a la seva consideració [respecte a Jesús] decideixi el destí final de la persona ». Clarament: els que menyspreen Jesús s'exposen al judici diví".